# Sante Marie
Sante Marie település Olaszországban, Abruzzo régióban, L’Aquila megyében. Lakosainak száma 1075 fő (2023. január 1.). Sante Marie Borgorose, Carsoli, Magliano de’ Marsi, Pescorocchiano és Tagliacozzo községekkel határos.

## Népesség
A település lakossága az elmúlt években az alábbi módon változott:
| Lakosok száma | 1155 | 1159 | 1075 |
|               | 2017 | 2018 | 2023 |